# Membres français de la SS
 (avril 2022).
Si vous disposez d'ouvrages ou d'articles de référence ou si vous connaissez des sites web de qualité traitant du thème abordé ici, merci de compléter l'article en donnant les références utiles à sa vérifiabilité et en les liant à la section « Notes et références ».
 (février 2018).
Les SS français se répartissent en deux catégories :

## Les Français de la Waffen SS
Au  moins 2500 jeunes Français sur près de 6000 qui avaient passé la sélection d'entrée se sont engagés dans la Waffen SS, de mars 1943 à août 1944. Avant 1943, 300 Français environ parviennent à s'engager à titre individuel. À partir de l'automne 1944, sont affectés au sein de la Division SS française Charlemagne d'autres Français sous uniforme allemand (LVF : 1 500 hommes, Kriegsmarine : 1 000 hommes, Schutz Kommando de l'Organisation Todt : au total 2500 engagés en France au cours de la guerre, Milice Française : 1 800 hommes). Au total, environ 9 000 Français ont porté l'uniforme de la Waffen SS, unité militarisée officiellement créée en mars 1940 par transformation des SS-VT (Verfügung Truppe :  " troupes à disposition", unités SS de type militarisé apparues en 1935 en Allemagne et dont la première unité était la SS LeibStandarten Adolf Hitler, régiment SS à la fois d'honneur et de sécurité, à la disposition exclusive du chancelier du Reich). Il est à préciser que les derniers défenseurs de la zone de la chancellerie et du bunker à Berlin du 23 avril au 2 mai 1945 furent des SS français, placés sous le commandement du SS Hauptsturmführer (équivalent au grade de capitaine) Henri Fenet, ancien étudiant parisien de classe préparatoire (Khâgne), engagé volontaire en septembre 1939, puis devenu officier, maintenu dans l'armée d'armistice en août 1940 et démobilisé en novembre 1942, puis responsable du Service d'ordre légionnaire dans l'Ain en 1943, puis engagé dans la Waffen SS et ancien élève de l'École des officiers  de la SS à Bad Tölz. En tant qu'anciens combattants réguliers de la SS, les Français rescapés après guerre eurent droit à une pension de retraite d'ancien combattant, comme tous les anciens combattants allemands, qui était versée par les autorités d'Allemagne fédérale entre 1949 et 1989 puis par le gouvernement allemand, établi à Berlin à compter de 1990 et de la fin du régime est-allemand.   

## Les SS français duSD
Il s'agit de Français travaillant pour la police secrète allemande (souvent appelés « membres de la Gestapo française » ou « Carlingue »). Plus de 9000 auraient été encartés durant la période, la majorité en tant que policiers en tenue ou assimilés à des fonctions d'inspecteurs ou enquêteurs en civil. Le nombre de Français travaillant pour la police secrète allemande et le SD (Sicherheitsdienst ou service allemand de sûreté, créé à l'origine en Allemagne en tant que structure d'enquêtes et de sécurité du parti nazi en 1931 et devenu après 1936 un service de police) est à mettre en rapport avec les effectifs policiers allemands stationnés en France, soit environ 2500 à 3000 policiers de tous grades, répartis en unités régionales (environ 20) ou en services dans les divers départements français (environ 90). Les Français ont été peu nombreux à détenir un grade assimilé à des grades d'inspecteur ou d'officier de police allemand, sauf, entre autres : Henri Lafont, Pierre Bonny, Alexandre Villaplane, de la brigade nord-africaine. Le Bezen Perrot - milice d'extrême droite bretonne, favorable à l'autonomie de la Bretagne- est aussi placé sous les ordres de la SS, dont les membres portent l'uniforme.
Il est à signaler que parmi tous ces collaborateurs français devenus policiers, même parmi ceux ayant porté l'uniforme de la SS et étant assimilés à des grades spécifiques de cette organisation politique et policière, aucun, à part Pierre Bonny, ancien inspecteur de police affecté dans une des directions de la Préfecture de Police à Paris et qui avait obtenu des autorités nazies la nationalité allemande,  n'est membre régulier de la SS comme le sont le général SS Oberg, chef suprême de la police allemande et des SS en France, l'Hauptsturmführer SS Klaus Barbie, chef des SS et de la police allemande à Lyon et les autres SS allemands et autrichiens affectés en France, c'est-à-dire ayant souscrit un engagement régulier à servir dans la SS, comme cela se fait en Allemagne depuis 1925 et la création de la SS. Ils ont toutefois un livret de solde (soldbuch), une carte d'identité  verte - celle des policiers allemands - délivrée par le service central du SD en France (situé avenue Foch) et ont droit à l'équipement de la SS — casquette, ceinturon, vareuse, pantalon, chemise, armes de poing, etc. — qui permet tout de même de pouvoir les classer comme membres de la SS, dans un pays étranger.
Au sens classique du terme, seuls les Allemands, les Autrichiens à compter de l'Anschluss en mars 1938 et les Allemands établis en dehors d'Allemagne, ayant la qualité de " Volksdeutsche ", avaient droit au régime d'engagement dans la SS, datant de 1925 (avec notamment un numéro  "classant " variable selon la date de l'engagement). Ce régime d'engagement fut également accordé, à compter de 1943, aux SS de nationalité étrangère assimilés aux SS de sang germanique et qui étaient les engagés volontaires SS étrangers, tels les Hollandais, les Danois, les Norvégiens et les Belges flamands. 
À titre d'information, il convient de rappeler que plus de la moitié des 38 divisions de la Waffen SS étaient en 1945 composées d'engagés volontaires étrangers, sans lien de sang ou de culture avec des Allemands ou des Autrichiens.

## Voir également
- Brigade Frankreich
- Division Charlemagne